# Anis-Klumpfuß
Der Anis-Klumpfuß (Calonarius odorifer, Syn.: Cortinarius odorifer) ist eine Pilzart aus der Familie der Schleierlingsverwandten (Cortinariaceae).

## Merkmale

### Makroskopische Merkmale
Die Fruchtkörper des Anis-Klumpfußes haben eine farblich variable Erscheinung. Der 4–9 cm durchmessende Hut ist jung halbkugelig mit eingerolltem Rand und schirmt später zu einer gewölbten bis flach ausgebreiteten Form auf. Die abziehbare Huthaut ist außen von kupferfarben bis rotbraun, seltener rosarot oder auch mit violetten oder grünen Tönen und zum Rand hin gelblich gefärbt. Sie ist glatt, kahl und bei feuchtem Wetter sehr schleimig mit einer dicken, transparenten Schleimschicht, trocken glänzend. Jüngere Fruchtkörper haben gelb bis gelbgrün gefärbte Lamellen, die gerade bis ausgebuchtet angewachsen sind, untermischt und fast gedrängt stehen und gekerbte Schneiden haben. Sie verfärben sich später mit Reife der Sporen von olivbraun bis hin zu rostbraun. Das Sporenpulver hat eine rostbraune Farbe. In frühen Entwicklungsstadien existiert eine Teilhülle (Velum partiale), die als ein Haarschleier (Cortina) ausgebildet ist, der später reißt und von den Sporen rostbraun wird. Der vollfleischige Stiel wird 5–8 cm hoch, mehr oder weniger gleichmäßig 1–2 cm stark mit knollig verdickter, deutlich kupferbraun gerandeter Basis von bis zu 3,5 cm Durchmesser. Die Oberfläche des Stiels ist blass gelblich bis gelbgrün. Das gelbliche bis gelbgrüne, in der Stielknolle fast rein gelbe, feste Fleisch (Trama) riecht ausgeprägt nach Anisöl, schmeckt mild und verfärbt sich mit Lauge (Kaliumhydroxid-, Natriumhydroxid- oder Ammoniak-Lösung) lebhaft dunkelrot.

### Mikroskopische Merkmale
Die Sporen messen 10–13 × 5–7 µm. Sie sind mandel- bis zitronenförmig und grobwarzig ornamentiert.

## Artabgrenzung
Der Leuchtendgelbe Klumpfuß (Calonarius splendens) ist ein gefährlicher Doppelgänger, hat aber keinen Anisgeruch.

## Ökologie und Phänologie
Er wächst in Ektomykorrhiza-Symbiose mit alten Bäumen, die über 35 Jahre alt sind (sogenannter „Late-Stage“-Pilz). Er lebt in wasserreichen Nadelwäldern mit kalkhaltigen Böden, vorzugsweise mit Fichten und sonst noch bekanntermaßen mit Weißtanne und Bergkiefer. Er ist besonders im Gebirge und dem Alpenvorland verbreitet und fehlt im Flachland. Er fruktifiziert zwischen Anfang August und Ende November.

## Bedeutung
Er ist essbar und wird als Speisepilz geschätzt.

## Inhaltsstoffe
Die Farben der Fruchtkörper beruhen unter anderem auf den Stoffen Phlegmacin und Anhydrophlegmacin, die in diesem Pilz erstmals entdeckt und nach seiner ehemaligen Untergattung Phlegmacium benannt wurden. Die biochemische und genetische Grundlage der Biosynthese entsprechender (Prä-)Anthrachinon-Pigmente wurde erstmalig in diesem Pilz aufgeklärt und erfolgt über eine zuvor unbeschriebene Klasse von Polyketidsynthasen. Die Fähigkeit zur Synthese von Anthrachinonen ist somit in Pilzen der Abteilung Basidiomycota und Ascomycota unabhängig entstanden (konvergente Evolution).

## Systematik und Taxonomie
Er wurde früher innerhalb der Gattung der Schleierlinge (Cortinarius) zur Untergattung der Schleimköpfe (Cortinarius subgen. Phlegmacium) gezählt. Auf Grundlage phylogenetischer Untersuchungen wurde die Art 2022 in die neue Gattung Calonarius überführt.
Neben der Nominatform ist auch die Varietät luteolus, der Gelbe Anis-Klumpfuß, beschrieben.